# ウクライナ国防省
ウクライナ国防省（ウクライナこくぼうしょう、ウクライナ語: Міністерство оборони）は、ウクライナの軍事問題を管掌する機関。ウクライナ軍を傘下に治める。参謀本部から情報部門が移管される等、ソ連時代よりも権限・機能が強化されている。ウクライナの独立に伴い、1991年に設立された。

## 機構
- 国防相
  - 監察総局
  - 監督・監査部
  - 会計部
  - 軍人・予備役・退役者適応、余剰軍事施設転換国家部
  - 情報総局（GUR）
  - ウクライナ国防省業務組織・分析保障局
  - 広報局
  - 体制・秘密保障局
  - 第一国防次官
    - 軍事政策・戦略計画部
    - 国際協力部

  - 国防次官
    - 人事政策部
    - 軍事教育・科学部
    - 人道政策部
    - 保健部
    - 福祉・市民受入局
    - スポーツ局
    - 優秀業務国家勲章局

  - 国防次官
    - 経済・国家活動部
    - 建設部
    - 社会ファンド・土地部

  - 国防次官
    - 兵器・ハイテク開発・調達部
    - 装甲車両・ハイテク・地雷再生・廃棄部
    - ミサイル・弾薬廃棄部
    - 物的資源納入部
    - 軍事協力局
    - 軍事代表部局
    - 会計・経済局
    - 行政局
    - 生態学的安全局

  - 国防次官
    - 行政部
    - 法務部
    - 情報技術・資源局
    - 監督局

- ウクライナ軍参謀本部
- イワン・チェルニャホフスキー記念ウクライナ国防大学校

## 歴代国防相
| 代   | 写真                  | 氏名                         | 在任期間       | 在任期間       | 大統領                                                  | 出典                                                          |
| 代   | 写真                  | 氏名                         | 就任           | 退任           | 大統領                                                  | 出典                                                          |
| ---- | --------------------- | ---------------------------- | -------------- | -------------- | ------------------------------------------------------- | ------------------------------------------------------------- |
| 1    | Kostyantyn Morozov    | コスチャンティン・モロゾフ   | 1991年9月3日   | 1993年9月30日  | レオニード・クラフチュク                                | [ 1 ] [ 2 ] [ 3 ] [ 4 ]                                       |
| 代行 | No image              | イワン・ビザン               | 1993年10月4日  | 1993年10月8日  | レオニード・クラフチュク                                | [ 4 ]                                                         |
| 2    | No image              | ヴィタリー・ラデツキー       | 1993年10月8日  | 1994年8月25日  | レオニード・クラフチュク レオニード・クチマ             | [ 5 ] [ 6 ] [ 7 ]                                             |
| 代行 | Valeriy Shmarov       | ヴァレリー・シュマロフ       | 1994年8月25日  | 1994年10月10日 | レオニード・クチマ                                      | [ 7 ] [ 8 ]                                                   |
| 3    | Valeriy Shmarov       | ヴァレリー・シュマロフ       | 1994年10月10日 | 1996年7月8日   | レオニード・クチマ                                      | [ 8 ] [ 9 ] [ 10 ] [ 11 ]                                     |
| 4    | Oleksandr Kuzmuk      | オレクサンドル・クズムク     | 1996年7月11日  | 2001年10月24日 | レオニード・クチマ                                      | [ 9 ] [ 12 ] [ 13 ] [ 14 ] [ 15 ] [ 16 ] [ 17 ] [ 18 ] [ 19 ] |
| 5    | Volodymyr Shkidchenko | ウォロディミル・シキチェンコ | 2001年11月12日 | 2003年6月25日  | レオニード・クチマ                                      | [ 20 ] [ 21 ] [ 22 ]                                          |
| 6    | Yevhen Marchuk        | イェヴヘーン・マルチューク   | 2003年6月25日  | 2004年9月23日  | レオニード・クチマ                                      | [ 23 ] [ 22 ] [ 24 ]                                          |
| 7    | Oleksandr Kuzmuk      | オレクサンドル・クズムク     | 2004年9月24日  | 2005年2月3日   | レオニード・クチマ ヴィクトル・ユシチェンコ             | [ 25 ] [ 26 ]                                                 |
| 8    | Anatoliy Grytsenko    | アナトリー・フリツェンコ     | 2005年2月4日   | 2007年12月18日 | ヴィクトル・ユシチェンコ                                | [ 27 ] [ 28 ] [ 29 ]                                          |
| 9    | Yuriy Yekhanurov      | ユーリー・エハヌロフ         | 2007年12月18日 | 2009年6月5日   | ヴィクトル・ユシチェンコ                                | [ 30 ] [ 28 ] [ 31 ]                                          |
| 代行 | Valeriy Ivashchenko   | ヴァレリー・イワシェンコ     | 2009年6月5日   | 2010年3月11日  | ヴィクトル・ユシチェンコ ヴィクトル・ヤヌコーヴィチ     |                                                               |
| 10   | Mykhailo Yezhel       | ミハイロ・イェゼル           | 2010年3月11日  | 2012年2月8日   | ヴィクトル・ヤヌコーヴィチ                              | [ 32 ]                                                        |
| 11   | Dmytro Salamatin      | ドミトロ・サラマティン       | 2012年2月8日   | 2012年12月24日 | ヴィクトル・ヤヌコーヴィチ                              | [ 33 ]                                                        |
| 12   | Pavlo Lebedyev        | パヴロ・レベディエフ         | 2012年12月24日 | 2014年2月27日  | ヴィクトル・ヤヌコーヴィチ オレクサンドル・トゥルチノフ | [ 34 ]                                                        |
| 代行 | Volodymyr Zamana      | ウォロディミル・ザマナ       | 2014年2月22日  | 2014年2月27日  | オレクサンドル・トゥルチノフ                            |                                                               |
| 代行 | Ihor Tenyukh          | イーホル・クニャージ         | 2014年2月27日  | 2014年3月25日  | オレクサンドル・トゥルチノフ                            |                                                               |
| 代行 | Mykhailo Koval        | ミハイロ・コヴァル           | 2014年3月25日  | 2014年7月3日   | オレクサンドル・トゥルチノフ ペトロ・ポロシェンコ       |                                                               |
| 13   | Valeriy Heletey       | ヴァレリー・ヘレティ         | 2014年7月3日   | 2014年10月14日 | ペトロ・ポロシェンコ                                    | [ 35 ]                                                        |
| 14   | Stepan Poltorak       | ステパン・ポルトラック       | 2014年10月14日 | 2019年5月20日  | ペトロ・ポロシェンコ                                    |                                                               |
| 15   | Andrii Zahorodniuk    | アンドリー・ザゴロドニュク   | 2019年8月29日  | 2020年3月4日   | ウォロディミル・ゼレンスキー                            | [ 36 ]                                                        |
| 16   | Andriy Taran          | アンドリー・タラン           | 2020年3月4日   | 2021年11月3日  | ウォロディミル・ゼレンスキー                            | [ 37 ]                                                        |
| 17   | Oleksii Reznikov      | オレクシー・レズニコウ       | 2021年11月4日  | 2023年9月5日   | ウォロディミル・ゼレンスキー                            | [ 38 ]                                                        |
| 18   |                       | ルステム・ウメロウ           | 2023年9月6日   | 2025年7月17日  | ウォロディミル・ゼレンスキー                            | [ 39 ]                                                        |
| 19   |                       | デニス・シュミハリ           | 2025年7月17日  | 現職           | ウォロディミル・ゼレンスキー                            | [ 40 ]                                                        |